# Lehel (keresztnév)
A Lehel magyar eredetű férfinév, a régi magyar Lél személynév későbbi alakváltozata. A Lél jelentése valószínűleg lélek. Női párja: Lelle

## Rokon nevek
- Lél:[1] régi magyar személynév, Árpád nagyfejedelem dédunokájának a neve.[2]

## Gyakorisága
Az 1990-es években a Lehel és a Lél egyaránt szórványos név, a 2000-es években nem szerepelnek a 100 leggyakoribb férfinév között.

## Névnapok
Lehel
- március 26.[2]
- augusztus 2.[2]
- október 16.[2]

Lél:
- március 2.
- április 9.
- augusztus 2.
- szeptember 7.
- október 16.

## Híres Lehelek, Lélek
- Lehel vezér
- Kovács Lehel színész, Katona József Színház
- Németh Lehel táncdalénekes
- Salat Lehel színész
- Kisfalusi Lehel színész, szinkron színész, előadóművész